# Босилеград
Босилеград или Босиљград (локални назив: Бусилиград) је градско насеље у Србији и седиште истоимене општине у Пчињском управном округу. Према попису из
2022 било је 2.348 становника. Налази се на југоистоку земље, у близини границе са Бугарском.

## Географија
Целу општину карактерише брдско-планински предео са надморском висином од 660 до 1.922 метра. Највећи планински врх је планина Бесна Кобила са 1.922 m надморске висине. Истиче се, такође, Босилеградска котлина у дужини од 5,5 km, средње ширине 1,5 km и 730 m надморске висине.
Кроз град протиче река Драговиштица која се заједно са својим притокама налази у сливу Струме. Неповољна конфигурација терена и структура земљишта условљавају неизграђеност путне мреже. Тако да су и основне саобраћајнице којом је општина повезана са унутрашњошћу, а и према Бугарској изузетно слабог квалитета што директно условљава развијеност општине.

## Историја
Као најстарије племе, које је живело на овим просторима спомиње се племе Пеонци, који су живели између река Струме и Вардара. Око 506. године п. н. е. велики део Пеонаца је био окупиран од стране Персијанаца. У 4. веку п. н. е. Поенија је била под владавином другог племена Дентелита или Дантелита. Војводство Дентелита је било од планине Риле до Осоговске планине, на северу до притокама реке Тимок и Софијског војводства.
Касније, овај крај је био насељен Трачанима, који су се највише бавили сточарством и рударством. У области је пронађен велики број примерака старог кованог новца који сведочи о њиховом постојању на овим просторима. То су најпоузданији подаци по којима може да се види који су народи живели на овим просторима.
У овај крај долазе Бугари 809. године када је Сердика (данашња Софија) била освојена од стране кана Крума. За време владавине бугарског кнеза Борис I Михаила (845—884) Македонија до реке Струме и Охрида је улазила у састав Првог бугарског царства, тако да су и ови крајеви били део тих територија. Око 200 година ове територије су биле под византијском влашћу. Током 1084. године око осамдесет хиљада Печенега прелази Дунав и улазе дубоко у византијску државу како би крали. Византијска војска, помогнута Бугарима, успела је да их разоружа и да их насели у околини данашње Софије. Убрзо су примили православну веру, и асимилирали се.
У време владавине цара Калојана, овај крај је припадао Бугарској, али је после смрти бугарског цара Јована Асена II (1247. год.) припао Византији. Српски краљ Стефан Урош II Милутин освојио је област око Велбужда (данашњег Ћустендила) око 1282. и од тада је овај крај у саставу српске државе. Током 14. века, ово подручје је било у саставу Српског царства, а потом је припадало Држави Дејановића, све до турског освајања 1395. године. У Османском царству босилеградски крај је био нахија, део Ћустендилске казе.
Босилеградски крај је крајем децембра 1877. године (почетком јануара 1878. године по новом календару) од Турака ослободила српска војска, са шумадијским добровољцима Ђоке Влајковића и локалним добровољцима Симе Соколовића. И поред тога, после Берлинског конгреса 1878. године, босилеградски крај је припао територији Кнежевине Бугарске. Седиште тадашњег Крајишта је било у селу Извор. После припајања Источне Румелије Кнежевини Бугарској 1886. године Босилеград постаје административни центар, а сама област постаје део Софијског округа.
У време Првог и Другог балканског рата (1912—1913) и у току Првог светског рата (1914—1918) Босилеград је био у саставу Краљевине Бугарске. За време Топличког устанка четници под командом војводе Косте Пећанца су 3. маја 1917. године ушли у Босиљград, у средиште бугарске војне силе. Град је том приликом и запаљен бензином. Била је то одмазда због великог бугарског злочина над Србима у селу Ристовцу, када су 170 људи, жена и деце спалили заточене у кућама. Босиљград је држало 30-40 бугарских жандарма и нешто војника на одсуству. Јаче војне формације Бугара, Немаца и Аустроугара су чувале жељезничку пругу од комитских напада. Пећанац се након девет дана повукао из градића, а првобитни план је био да удари на Ђустендилску бању, где се налазила бугарска војна команда. После Првог светског рата, према Нејском мировном уговору поражена Бугарска је приморана да као ратну одштету преда део својих територија Србији. Једна од тих територија је била и Босилеградски крај.
Босилеград је 27. новембра 1919. године званично припојен Краљевини Срба, Хрвата и Словенаца (од 1929. године Краљевина Југославија), али због упорног одбијања бугарских власти да испоштују уговор, у састав државе улази годину дана касније.
Десио се у градићу почетком новембра 1927. године крвави злочин. Кмет Босиграда Василије Јаневић избо је ножем Стевана Дојчиновића, обласног посланика. Градић је децембра 1929. године добио електричну централу. Најзаслужнији за струју били су командант места, пуковник Душан Гавриловић, професор Универзитета Драгомир Јовановић и инженјер Косаков.
За време Другог светског рата, од почетка маја 1941. године Босиљград је припојен Бугарској, Софијском управном округу. После Другог светског рата овај крај је у саставу Социјалистичке Федеративне Републике Југославије. Од 1992. године. општина Босилеград је у саставу Савезне Републике Југославије, а данас је у саставу Републике Србије.

## Култура и вера
У Босиљграду је 1834. године на први дан Духова одржана прва литургија у новоподигнутој православној цркви.
Године 1928. отворена је у месту Државна четвороразредна мешовита грађанска школа, са два разреда.
Средиште културних дешавања у Босилеграду је Центар за културу „Босилеград“, где се одржавају многе приредбе, концерти, такмичења... При Центру за културу ради више секција од којих је најзапаженија фолклорна.
Културни живот у Босилеграду употпуњује и Културно-информативни центар бугарске мањине у Србији „Босилеград“, који је организатор многих културних дешавања, а пре свега Дечјег ускршњег Фестивала са турниром у туцању јајима. Турнир се традиционално одржава од 1994. године и има међународни карактер.
Од августа 2003. године се одржава и ликовна колонија под покровитељством Скупштине општине Босилеград.
Учешће у колонији узимају, поред уметника-аматера из Босилеграда и многи гости из Србије, Бугарске и других земаља.
Народна библиотека „Христо Ботев“ располаже фондом од 26.500 књига различите садржине: научна литература, белетристика, школска лектира и сл. обрађује и прикупља старе и ретке књиге за формирање завичајног фонда општине.
У свом саставу има четири истурена одељења у селу Горња Лисина, Горња Љубата, Доња Љубата и Бистар.
Медијски простор у Босилеграду је покривен са једном радио-станицом - Радио SKAY FM 97,7 MHz.
Овде се налази Гимназија Босилеград.

## Етимологија
Према једној легенди, данашњи регион Крајиште (Босилеградски крај) био је под управом војвода — краља Буса или Бусила и Вук. Утврђење краља Буса било је на месту Градиште, око један километар од Босилеграда, док је краљ Бранковски имао утврђење петнаестак километара југозападно. Када су Турци покорили Ћустендилски крај, двоје војвода се држало још дуго времена, због конфигурације планинског терена. Убрзо су Турци и њих покорили. Прво је покорен Вук Бранковић, док је Бусилово утврђење било много јаче и одолевало нападима. Високи зидови тврђаве, густа шума и стрме литице око ње нису дозвољавали Турцима да јој приђу. Тада су се они послужили лукавством, натеравши краља Бранковског да пошаље поруку краљу Бусилу да изађе из тврђаве, пошто Турака нема више, да би отишли на причешће у цркву Светог Спаса код села Рајчиловци. Приликом изласка краљ Бус је дао заповед својим људима да затворе тврђаву и да је добро чувају. Међутим, када је стигао код цркве, Турци су га заробили и убили, с краљем Бранковским. Тада су Турци спалили Босилеград.

## Празници
Најзначајнији датуми у Босилеграду :
- „Умни Петак“ (или Светли петак), први петак после Ускрса (покретни празник) - Сабор у Босилеграду
- 21. септембар - Рођење Пресвете Богородице, Сабор у Босилеграду, од 2002. године и званично Дан града Босилеграда
- 3 дана Ускрса (Васкрсење Господа Исуса Христа, Васкрсни понедељак и Васкрсни уторак) - Дечји међународни ускршњи фестивал

## Демографија
У насељу Босилеград живи 2068 пунолетних становника, а просечна старост становништва износи 37,0 година (36,9 код мушкараца и 37,1 код жена). У насељу има 890 домаћинстава, а просечан број чланова по домаћинству је 3,03.
Ово насеље је углавном насељено Бугарима (према попису из 2002. године), а у последња три пописа, примећен је пораст у броју становника.
|             |            | \| Демографија[11] \| Демографија[11] \| Демографија[11] \| \| Година \| Становника \| Становника \| \| --------------- \| --------------- \| --------------- \| \| 1948. \| 1.233 \| \| \| 1953. \| 1.320 \| \| \| 1961. \| 1.355 \| \| \| 1971. \| 1.662 \| \| \| 1981. \| 2.029 \| \| \| 1991. \| 2.440 \| 2.439 \| \| 2002. \| 2.702 \| 2.743 \| \| 2011. \| 2.624 \| \| \| 2022. \| 2.348 \| \| |
| Демографија |            | |
| Година      | Становника | Становника |
| 1948.       | 1.233      | |
| 1953.       | 1.320      | |
| 1961.       | 1.355      | |
| 1971.       | 1.662      | |
| 1981.       | 2.029      | |
| 1991.       | 2.440      | 2.439 |
| 2002.       | 2.702      | 2.743 |
| 2011.       | 2.624      | |
| 2022.       | 2.348      | |

| Етнички састав према попису из 2022.‍ | Етнички састав према попису из 2022.‍ | Етнички састав према попису из 2022.‍ | Етнички састав према попису из 2022.‍ | Етнички састав према попису из 2022.‍ |
| ------------------------------------ | ------------------------------------ | ------------------------------------ | ------------------------------------ | ------------------------------------ |
|                                      |                                      |                                      |                                      |                                      |
| Бугари                               | Бугари                               |                                      | 1.691                                | 72,01%                               |
| Срби                                 | Срби                                 |                                      | 294                                  | 12,52%                               |
| Југословени                          | Југословени                          |                                      | 11                                   | 0,46%                                |
| Македонци                            | Македонци                            |                                      | 10                                   | 0,42%                                |
| Русини                               | Русини                               |                                      | 2                                    | 0,08%                                |
| Словенци                             | Словенци                             |                                      | 2                                    | 0,08%                                |
| Словаци                              | Словаци                              |                                      | 1                                    | 0,04%                                |
| Хрвати                               | Хрвати                               |                                      | 1                                    | 0,04%                                |
| Украјинци                            | Украјинци                            |                                      | 1                                    | 0,04%                                |
| остали                               | остали                               |                                      | 18                                   | 0,76%                                |
| неизјашњени                          | неизјашњени                          |                                      | 240                                  | 10,22%                               |
| непознато                            | непознато                            |                                      | 77                                   | 3,28%                                |
| укупно: 2.348                        |                                      |                                      |                                      |                                      |

| \| \| м \| \| \| ж \| \| ? \| 3 \| \| \| 5 \| \| 80+ \| 21 \| \| \| 22 \| \| 75—79 \| 24 \| \| \| 36 \| \| 70—74 \| 44 \| \| \| 56 \| \| 65—69 \| 62 \| \| \| 55 \| \| 60—64 \| 51 \| \| \| 59 \| \| 55—59 \| 76 \| \| \| 71 \| \| 50—54 \| 74 \| \| \| 78 \| \| 45—49 \| 136 \| \| \| 104 \| \| 40—44 \| 115 \| \| \| 109 \| \| 35—39 \| 115 \| \| \| 119 \| \| 30—34 \| 97 \| \| \| 106 \| \| 25—29 \| 97 \| \| \| 79 \| \| 20—24 \| 86 \| \| \| 99 \| \| 15—19 \| 93 \| \| \| 109 \| \| 10—14 \| 98 \| \| \| 108 \| \| 5—9 \| 85 \| \| \| 77 \| \| 0—4 \| 70 \| \| \| 63 \| \| Просек : \| 36,9 \| \| \| 37,1 \| |      |  |  |      |
| |      |  |  |      |
| | м    |  |  | ж    |
| ? | 3    |  |  | 5    |
| 80+ | 21   |  |  | 22   |
| 75—79 | 24   |  |  | 36   |
| 70—74 | 44   |  |  | 56   |
| 65—69 | 62   |  |  | 55   |
| 60—64 | 51   |  |  | 59   |
| 55—59 | 76   |  |  | 71   |
| 50—54 | 74   |  |  | 78   |
| 45—49 | 136  |  |  | 104  |
| 40—44 | 115  |  |  | 109  |
| 35—39 | 115  |  |  | 119  |
| 30—34 | 97   |  |  | 106  |
| 25—29 | 97   |  |  | 79   |
| 20—24 | 86   |  |  | 99   |
| 15—19 | 93   |  |  | 109  |
| 10—14 | 98   |  |  | 108  |
| 5—9 | 85   |  |  | 77   |
| 0—4 | 70   |  |  | 63   |
| Просек : | 36,9 |  |  | 37,1 |

| Година пописа     | 1948. | 1953. | 1961. | 1971. | 1981. | 1991. | 2002. |
| ----------------- | ----- | ----- | ----- | ----- | ----- | ----- | ----- |
| Број домаћинстава | 327   | 379   | 472   | 555   | 640   | 804   | 890   |

| Број чланова      | 1   | 2   | 3   | 4   | 5  | 6  | 7 | 8 | 9 | 10 и више | Просек |
| ----------------- | --- | --- | --- | --- | -- | -- | - | - | - | --------- | ------ |
| Број домаћинстава | 138 | 187 | 202 | 277 | 58 | 19 | 5 | 2 | 0 | 2         | 3,03   |

| Пол    | Укупно | Неожењен/Неудата | Ожењен/Удата | Удовац/Удовица | Разведен/Разведена | Непознато |
| ------ | ------ | ---------------- | ------------ | -------------- | ------------------ | --------- |
| Мушки  | 1.094  | 313              | 722          | 45             | 6                  | 8         |
| Женски | 1.107  | 228              | 717          | 137            | 18                 | 7         |
| УКУПНО | 2.201  | 541              | 1.439        | 182            | 24                 | 15        |

| Пол    | Укупно                    | Пољопривреда, лов и шумарство | Рибарство                            | Вађење руде и камена | Прерађивачка индустрија       |
| ------ | ------------------------- | ----------------------------- | ------------------------------------ | -------------------- | ----------------------------- |
| Мушки  | 552                       | 26                            | 0                                    | 5                    | 146                           |
| Женски | 488                       | 8                             | 0                                    | 1                    | 243                           |
| Укупно | 1.040                     | 34                            | 0                                    | 6                    | 389                           |
|        |                           |                               |                                      |                      |                               |
| Пол    | Производња и снабдевање   | Грађевинарство                | Трговина                             | Хотели и ресторани   | Саобраћај, складиштење и везе |
| Мушки  | 13                        | 50                            | 38                                   | 11                   | 57                            |
| Женски | 5                         | 2                             | 39                                   | 11                   | 8                             |
| Укупно | 18                        | 52                            | 77                                   | 22                   | 65                            |
|        |                           |                               |                                      |                      |                               |
| Пол    | Финансијско посредовање   | Некретнине                    | Државна управа и одбрана             | Образовање           | Здравствени и социјални рад   |
| Мушки  | 4                         | 2                             | 102                                  | 22                   | 38                            |
| Женски | 8                         | 4                             | 28                                   | 47                   | 64                            |
| Укупно | 12                        | 6                             | 130                                  | 69                   | 102                           |
|        |                           |                               |                                      |                      |                               |
| Пол    | Остале услужне активности | Приватна домаћинства          | Екстериторијалне организације и тела | Непознато            | Непознато                     |
| Мушки  | 22                        | 0                             | 0                                    | 16                   | 16                            |
| Женски | 12                        | 0                             | 0                                    | 8                    | 8                             |
| Укупно | 34                        | 0                             | 0                                    | 24                   | 24                            |

## Познате личности
- Емануил Попдимитров, бугарски писац
- Јордан Захаријев, бугарски етнолог
- Горан Миланов, географ, етнолог, аутор најдетаљније монографије о Босилеграду „Насеља општине Босилеград”
- Вене Богослaвов, српски математичар и педагог
- Владимир Мицов, српски кошаркаш
- Пеђа Јовановић, српски фолк певач
- Ненад Јовановић Близанац, српски фолк певач
- Александар Цветковић, певач групе Tropico Band

## Галерија
- Црква Рождества Пресвете Богородице у Босилеграду
- Основна школа у Босилеграду
- Општина у Босилеграду
- Споменик Василу Левском у Босилеграду
- Дом културе у Босилеграду